# Bassin Bleu
Bassin Bleu är en kommun i Haiti.   Den ligger i departementet Nord-Ouest, i den norra delen av landet, 150 km norr om huvudstaden Port-au-Prince.